# بنائية (فنون)

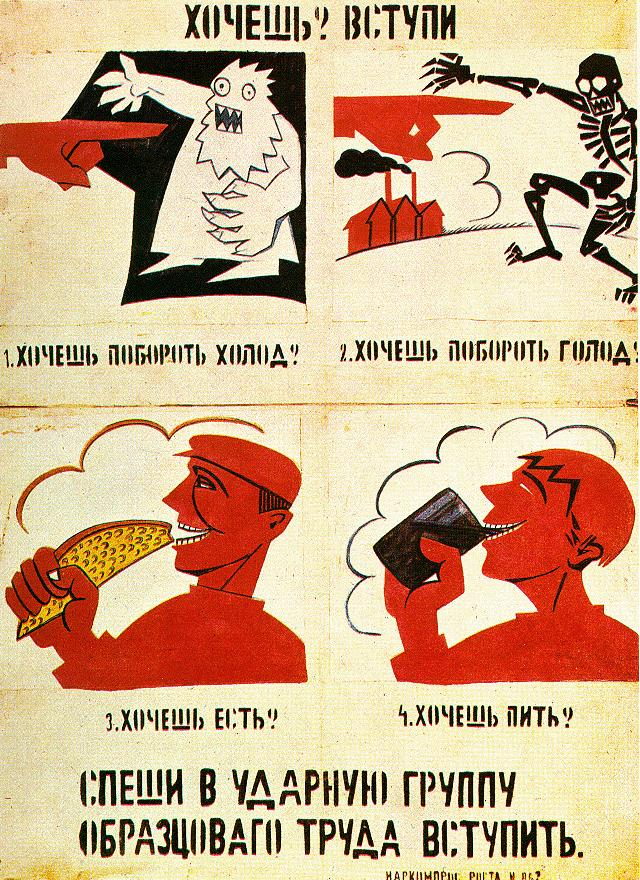
بوستر تكعي-بنائي روسي من بدايات القرن العشرين

المدرسة البنائية (Constructivism) هي حركة فنية ومعمارية نشأت في روسيا عام 1919م وقد نشطت هذه الحركة بعد ثورة أكتوبر في روسيا. أعتمدت هذه الحركة على إبعاد الفن عن «نقائه» وبعده عن المجتمع وجعله عوضاً عن هذا مستعملاً في سبيل تحقيق أهداف المجتمع، وعلى وجه الخصوص في بناء نظام اشتراكي. أثرت هذه الحركة في العديد من ميادين الحياة مثل الفنون الجميلة والهندسة المعمارية والسينما والإعلان والتصوير غيرها.
البنيوية (نقد الفنون)
نشات«البنيوية» في أواسط الخمسينيات من القرن العشرين، كحركة فكرية، في مقابل الإتجاهات النقدية الحديثة التي أفرطت في نزعتها الذاتية والفردية، فظهرت البنيوية، تمثل محاولة منهجية للكشف عن الأبنية الكلية العميقة في مجالات الفن والأدب.وقد زعم البنيويون بإمكانية فهم الظواهر والأشياء بأسلوب البنى المشتركة، التي تؤلف ذلك المعنى، وتسمى هذه البنى أعرافا.ويتشكل الفن من مجموعة من الأعراف أو التقاليد التي تنتمى لطراز ثقافى معين.وتتجاوز البنيوية في دراسة العمل الفنى مرحلة التشخيص إلى مرحلة استخلاص المعانى وتفسير الأشكال والصور، استناداً إلى العلاقة الناشئة بين تلك الأشكال في إطار طراز فنى. ترتبط معانى الصور في العمل الفنى بنظامه الذي يتشكل بواسطة الخيال الرمزى.وبإضافة الرمز للتعارضات الثنائية بين الأنساق الآنية والأنساق التعاقبية في دراسة البنية على أساس أن الرمز يمثل المستوى اللاواعى والمرحلة المتوسطة بين التأمل المجرد والتأمل للتوصل للمعنى.وتعمل التعارضات على تنظيم المعنى في شبكة من العلاقات المتبادلة من الأشكال والصور، على أساس أن للتعبير الفنى حياته الخاصة المستقلة عن حياة الفنان نفسه. وأن سياق الفن بالمفهوم البنيوى ينتمى إلى لغة الشكل وليس للسياق العام للواقع.فالعمل الفنى يمثل تعبيراً رمزياً، وله بالنسبة للناقد البنيوى أكثر من معنى. لأن المعانى تتولد عن تصارع معنى ومعانى أخرى يتوصل إليها المشاهد كلما تمعن في تأمله أكثر، على أساس أن العمل الفنى هو إبداع يستعيد الزمان الأسطورى. ويتجاوز النقد البنيوى العلاقات المحسوسة للكشف عن البنية الأساسية في أي عمل فنى استناداً إلى مبدأ اكتشاف القيم الجمالية باستخدام طرق التحليل.وإن لكل بنية طابعها المميز.وطبيعة القيم في النقد البنيوى وجودية.وتختلف البنية الجمالية في فنون عصر النهضة بتميزها وتفردها عن البنية الجمالية في الفن الحديث. وذلك يستدعى الحصول على المعايير الجمالية من واقع بنية العصر.